# Joseba Etxeberria
Joseba Andoni Etxeberria Lizardi (født 5. september 1977 i Elgoibar, Spanien) er en tidligere spansk fodboldspiller, der spillede som angriber. Han var hovedsageligt tilknyttet La Liga-klubben Athletic Bilbao, hvor han spillede i 15 sæsoner, og i mange år også var anfører. Han har desuden spillet for de baskiske rivaler Real Sociedad. Hans mange år i klubben har skaffet ham status som klublegende i Athletic.

## Landshold
Etxeberria nåede også at spille hele 67 kampe for Spaniens landshold, som han debuterede for den 19. november 1997 i et opgør mod Rumænien. Han var en del af den spanske trup til både VM i 1998, EM i 2000 og EM i 2004.